# Prawdziwa historia (satyra)
Prawdziwa historia (gr. Ἀληθῆ διηγήματα, Alēthē diēgēmata) – satyra autorstwa Lukiana z Samosat napisana w latach 165–175.
Satyra, a miejscami parodia Homera i innych autorów, którzy pisali nieprawdopodobne historie jak np. Jambulos, Antoniusz Diogenes, czy Ktezjasz.

## Fabuła[2]
Autor wysyła swego bohatera statkiem na Księżyc, gdzie opisuje gigantyczną wojnę pomiędzy dziwacznymi istotami, która, zamiast przynosić wzniosły heroizm, mnoży jedynie efekty humorystyczne.
Następnie narrator dostaje się do wnętrza gigantycznego wieloryba, którego zabija od środka rozniecając w jego brzuchu pożar, na koniec zaś dociera do krainy, gdzie żyją wszyscy ci, którzy dotychczas odeszli ze świata żywych. Znajduje tam Homera, którego wypytuje o szczegóły dotyczące niekończących się sporów, toczonych wokół tej postaci. Okazuje się, że Homer wcale nie jest niewidomy, nie jest Grekiem, ale Babilończykiem, a rozpoczął swoje wiekopomne dzieło od słowa „gniew”, gdyż akurat „tak wyszło”.
Podobnie przedstawione są inne pomnikowe postacie tradycji greckiej, jak Pitagoras (Lukian szydzi z jego wiary w reinkarnację) czy Sokrates (który tym razem nie ucieka z pola bitwy, jak to ma w zwyczaju).

## Znaczenie
James Gunn w opracowaniu Droga do science fiction uznał tę satyrę za noszącą cechy fantastyki naukowej. Twierdzi też, że historia była inspiracją dla Cyrano de Bergeraca, Francisa Godwina, Johannesa Keplera, Edgara Allana Poego, Jonathana Swifta i Woltera.